# Miura Masayuki
Masayuki Miura (sinh ngày 4 tháng 11 năm 1966) là một cầu thủ bóng đá người Nhật Bản.

## Sự nghiệp câu lạc bộ
Masayuki Miura đã từng chơi cho JEF United Ichihara, PJM Futures, Ventforet Kofu và Consadole Sapporo.